# Костоносово
Костоносово — упразднённая деревня в Зубцовском районе Тверской области России. Ныне урочище на территории Зубцовского сельского поселения.

## География
Деревня расположена на реке Гостижа, вблизи урочищ Белогурово, Болтино, в 7 км к юго-западу от райцентра города Зубцова (12 км от Ржева).

## История
Упоминается в книге «Список населенных мест Тверской губернии по сведениям 1859 года», изданной в 1862 году. В 1888 году в Зубцовском уезде, на реке Малая Гостижка, деревня Костоносово — 22 двора, 108 жителей. Входит в состав Белогуровской волости и принадлежит к Белогуровскому приходу.
Во время Великой Отечественной войны место кровопролитных боёв во время Ржевской битвы.
В настоящее время деревни не существует (исчезла или в войну или сразу после войны), место её расположения было распахано.

## Известные уроженцы, жители
- Точёнова, Клавдия — советская толкательница ядра, бронзовый призёр Олимпийских игр 1952 года.